# Tang Jingsong
Tang Jingsong (chinois : 唐景崧 ; pinyin : Táng Jǐngsōng ; Wade : T'ang Ching-sung) (1841 - 1903) est un général et homme politique chinois, qui a commandé l’armée du Yunnan pendant la guerre franco-chinoise (août 1884 – avril 1885). Il avait convaincu Liu Yongfu, le chef des Pavillons Noirs de collaborer avec lui contre les Français. Même s’il n’y fut pas vainqueur, il s’illustra au siège de Tuyên Quang (novembre 1884 – mars 1885). Près de dix ans plus tard, il était nommé gouverneur de la province chinoise de Taiwan. À la suite de la cession de Taïwan au Japon à l’issue de la première guerre sino-japonaise (1894-1895), il devint président de l’éphémère République de Taïwan (mai-octobre 1895).

## Mission de Tang Jingsong au Vietnam
Tang Jingsong avait été nommé jinshi (进士 / 進士, jìnshì, « Diplômé du palais ») en 1865. En août 1882, alors qu’il était sur la « liste d’attente du poste de secrétaire du Bureau du Service Civil » et s’y ennuyait ferme, il soumit au gouvernement impérial chinois un mémorandum sur la menace que représentait l’agressivité des Français au Tonkin, la faiblesse de la cour d’Annam et la nécessité pour la Chine d’aider son vassal du sud plus efficacement. Pour lui, la solution était d’aider les Pavillons Noirs à combattre les Français. Il fallait envoyer au Tonkin quelqu’un capable de convaincre leur chef, Liu Yongfu, et il se portait volontaire. Deux semaines plus tard, le yamen l’envoyait officiellement dans la province du Yunnan, où il devait se mettre sous l’autorité de Cen Yuying.
Tang quitta Pékin en octobre, passa un mois à Shanghai, et arriva fin novembre à Hong Kong. De là il se rendit à Canton exposer ses arguments au vice-roi du Guangdong et du Guangxi, Zeng Guoquan. Au lieu d'aller au Yunnan, comme le prévoyait son ordre de mission, il décida de se rendre à Hué, où il n’arriva que début janvier 1883.
Dès le lendemain de son arrivée, il essayait de convaincre le ministre Nguyen Van Tuong de ne pas céder aux français et de laisser les Pavillons Noirs occuper la partie supérieure du Fleuve Rouge jusqu’à la frontière chinoise. Déçu par le peu de combativité des vietnamiens et furieux de la proposition de Convention présentée par Frédéric Bourée, ministre plénipotentiaire en Chine à Li Hongzhang, il repartit à Canton revoir Zeng Guoquan. Puis il se rendit au Tonkin et arriva à Son Tay à la mi-mars 1883. Il envoya une note à Liu Yongfu à Lao Cai expliquant le but de sa mission et lui demandant de venir à Son Tay. Liu y arriva au début d’avril.

## Rencontre avec Liu Yongfu

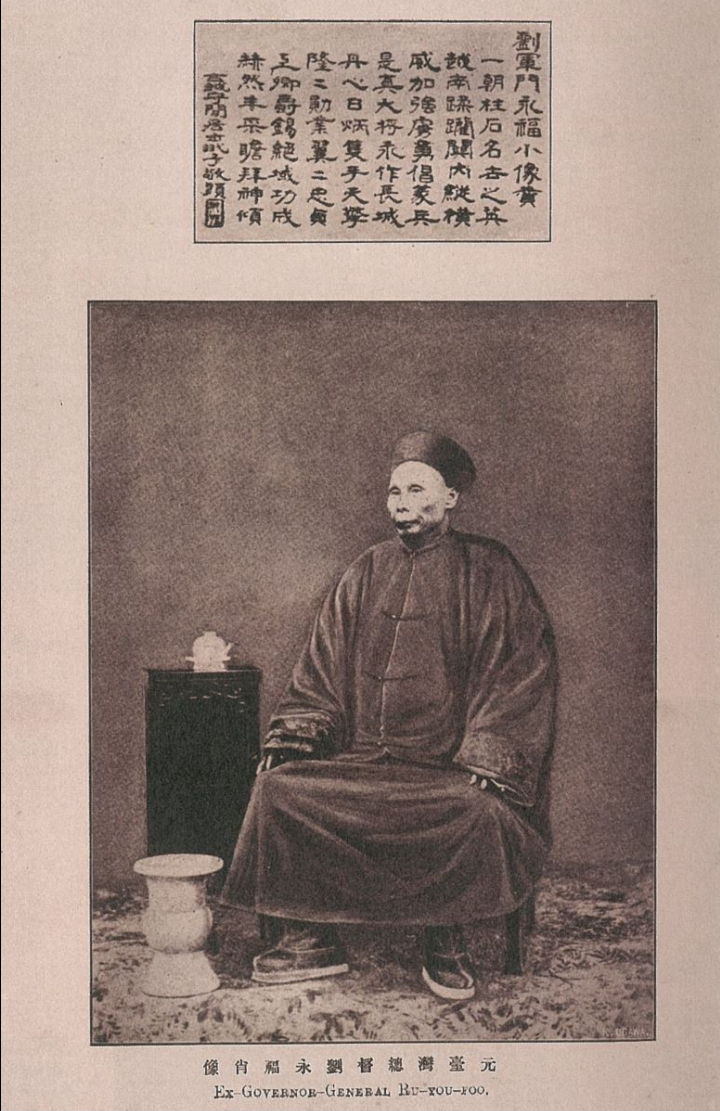
Liu Yongfu

Tang Jingsong était, comme Liu Yongfu, un hakka originaire du Guangxi, ce qui facilitait leurs relations.
D’après les mémoires de Liu, Tang Jingsong considérait que l’empereur d’Annam était un incapable et la cour de Hué sans espoir, et que le pays était dans le chaos : Liu devrait massacrer tous les officiels vietnamiens et prendre le pouvoir au Vietnam. Sur le refus de Liu, Tang aurait fait d’autres propositions moins brutales. Les notes de Tang diffèrent quelque peu : celui-ci aurait expliqué que les Pavillons Noirs ne pouvaient faire confiance ni aux vietnamiens ni à l’empire Qing et seraient bientôt confrontés aux Français. La seule issue était de réunir les groupes de bandits chinois et les meilleures unités vietnamiennes et de fonder un royaume indépendant au Tonkin, vassal de la Chine. Une autre possibilité était pour Liu de prendre Hanoï, proposition qu’il accepta.

## Résistance contre les Français
Tang quitta Sontay pour rejoindre les troupes de l’armée du Guangxi qui occupaient Bac Ninh où il assura la liaison avec les forces de Liu. Il prit le commandement du « Bataillon du Wu Wei » qu’il créa à partir d’une centaine d’éléments de l’armée du Guangxi et d’environ 200 Pavillons Noirs.
Liu Yongfu fit d’abord mouvement avec des éléments de l’armée du Guangxi et de l’armée vietnamienne vers Phu Hoai, puis vers Hanoï ou il fit afficher le 10 mai une proclamation célèbre préparée par Tang. Il eut un accrochage avec les Français au Pont de Papier (Cầu Giấy) au cours duquel le commandant supérieur Henri Rivière fut tué (19 mai 1883).
À part deux bataillons de l’armée du Guangxi, et quelques munitions, Liu et le bataillon du Wuwei ne reçurent, malgré les efforts de Tang, que peu de soutien des autres forces chinoises, et subirent plusieurs revers (Phu Hoai, Pagode des Quatre Colonnes, Ba Giang, Phung), et durent se replier sur Son Tây en septembre 1883. Liu était furieux contre les chinois et Tang dut utiliser tous ses talents diplomatique pour le calmer et l’empêcher de se replier plus loin, à Lao Kây. Tang Jingsong était de plus en plus amer et conseilla à nouveau à Liu, avec d’autres officiels chinois, de se proclamer roi. Il essaya même, sans succès, de le convaincre d’attaquer à nouveau Hanoi.
Quand les Français attaquèrent et prirent Son Tay en décembre 1883, Tang Jingsong ne commandait qu’environ 500 hommes de l’armée du Guangxi. À part trois bataillons de l’armée du Yunnan, les autres troupes restaient prudemment à l’arrière. Liu accusa même les maigres troupes de Tang d’avoir fui en panique, le laissant seul devant les Français, mais dut reconnaître que Tang était le seul commandant supérieur chinois à avoir participé à la campagne et à avoir fait preuve de loyauté envers lui, et il lui en sera longtemps reconnaissant. Après la défaite, Tang s’efforça de limiter les conflits entre Pavillons Noirs, Chinois et vietnamiens en déroute et convainquit Liu d’aller renforcer Bac Ninh que les Français prirent en mars 1884.

## Tang Jingsong et la guerre franco-chinoise

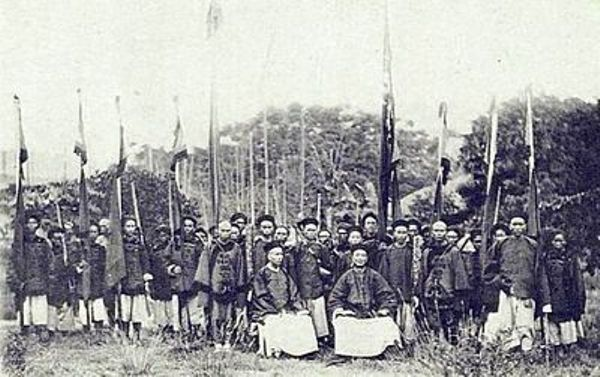
Troupes chinoises photographiées pendant la guerre franco-chinoise

Après la déclaration de la guerre franco-chinoise (août 1884 - avril 1885), Tang Jingsong fit descendre en septembre 1884 l’armée du Yunnan cantonnée à Lao Kay, le long du Fleuve Rouge pour menacer la position française de Tuyen Quang. Liu Yongfu était sous ses ordres avec le grade de général. S’il n’arriva pas à prendre Tuyen Quang avec ses 9 000 hommes et les 3 000 Pavillons Noirs de Liu Yongfu, sa conduite du siège (24 novembre 1884 - 3 mars 1885) impressionna tout autant les Français que ses collègues chinois, notamment Cen Yuying, le gouverneur-général du Yunnan et du Guizhou. La 1re Brigade du colonel Laurent Giovanninelli rompit le siège lors de la bataille de Hoa Moc (2-3 mars 1885) ; l'armée du Yunnan et les Pavillons Noirs devaient se retirer, prolongeant leur face-à-face avec les forces de Giovanninelli autour de Hung Hoa et de Tuyen Quang jusqu'à la fin de la guerre.
Conformément au deuxième traité franco-chinois de Tianjin du 9 juin 1885, Tang Jingsong et l'armée du Yunnan retournèrent au Yunnan. En janvier 1886, l'armée de Tang était dissoute.

## Tang Jingsong et la République de Taiwan
Tang Jingsong fut nommé « Commissaire administratif provincial » en 1891 et succéda à Shao Youlian (邵友濂) comme gouverneur général de Taiwan en 1894. Le traité de Shimonoseki (17 avril 1895), qui mettait fin à première guerre sino-japonaise, cédait au Japon à perpétuité les îles Pescadores et l’île de Taiwan. Le 20 mai, le gouvernement Qing enjoignit par édit impérial à Tang Jingsong d'ordonner à tous les représentants civils et tous les officiers et hommes de troupe à quitter l’île. L'ordre était donné à Tang de se rendre à Pékin.

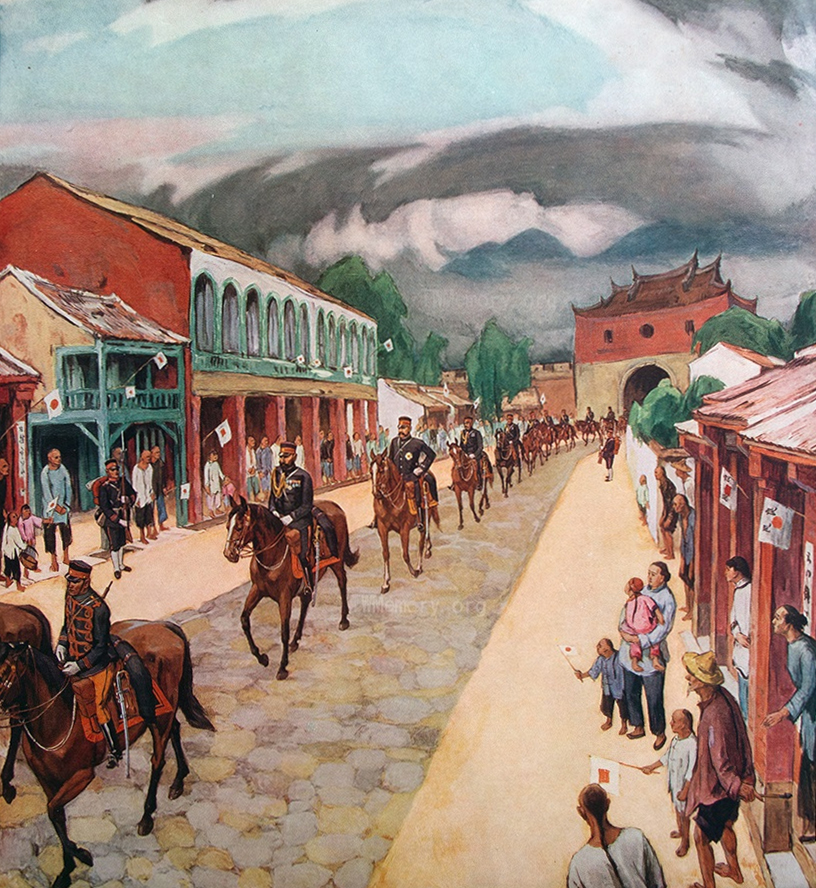
Entrée de l'armée japonaise à Taipei, 1895

Mais un certain nombre de notables de Taiwan conduits par Chiu Feng-chia (丘逢甲) refusèrent les termes du traité et proclamèrent, le 23 mai 1895 la création d’une République de Taiwan démocratique et nommait Tang Jingsong président le 25 mai. L’armée de la jeune république était mise sous les ordres du généralissime Liu Yongfu, son ami et héros du Tonkin. Tang proclama une déclaration d’indépendance qui n’avait pas de connotation séparatiste : la séparation du continent n’était que temporaire et la République reconnaissait la suzeraineté de la Chine. Tang avait d’ailleurs informé les autorités mandchoues qu’il avait été nommé contre sa volonté et s’enfuirait dès que possible. Les élites locales espéraient que les puissances occidentales ne laisseraient pas le Japon envahir un pays indépendant. Tang Jingsong espérait que la marine française viendrait les aider à repousser le débarquement japonais et la cour impériale avait fait croire à Liu Yongfu que la flotte russe viendrait à leur secours.
Les Japonais débarquèrent au nord de Taiwan le 29 mai. Le 2 juin, ils défirent l’armée de la République à Sui-hong (Juifang, 瑞芳) et prirent Chilung (Jilong, 雞籠) le lendemain. Le même jour, Li Ching-fang, fils adoptif de Li Hongzhang, dut transférer aux Japonais la souveraineté chinoise sur Taiwan. Dans la nuit du 4 au 5 juin, le tout nouveau président s’enfuit à Tamsui avec le général Chiu. Le 5 juin 1895, déguisé en vieille femme, il s’embarquait sur le vapeur allemand Arthur, qui ne put quitter le port vers Amoy (Xiamen) que le 6 juin avec la plupart des officiers supérieurs. Liu Yongfu lui succéda le lendemain. Avec la prise de Tainan en octobre 1895, la République disparut après cinq mois d’existence.
Tang mourut en 1903 à son domicile de Guilin, province du Guangxi, à l'âge de 63 ans.